# Gmina Izbica
Die Gmina Izbica ist eine Stadt-und-Land-Gemeinde im Powiat Krasnostawski der Woiwodschaft Lublin in Polen. Ihr Sitz ist das gleichnamige Dorf (deutsch Izbitz).

## Geografie
Die Gemeinde liegt zwischen Zamość und Krasnystaw, etwa 50 km südöstlich von Lublin. Der Fluss Wieprz fließt durch ihr Gebiet von 138,66 km², von dem 75 % landwirtschaftlich und 18 % forstwirtschaftlich genutzt werden.

## Geschichte
Von 1975 bis 1998 gehörte die Landgemeinde zur Woiwodschaft Zamość. Mit der Erhebung Izbicas zur Stadt zum 1. Januar 2022 wurde die Gemeinde zur Stadt-und-Land-Gemeinde.

### Partnerschaften
Eine Gemeindepartnerschaft besteht seit dem 24. August 2008  mit Winterlingen in Baden-Württemberg.

## Gliederung
Die Stadt-und-Land-Landgemeinde (gmina miejsko-wiejska) Izbica gliedert sich in folgende Schulzenämter (sołectwo): Bobliwo, Dworzyska, Izbica, Izbica-Wieś, Kryniczki, Majdan Krynicki, Mchy, Orłów Drewniany, Orłów Drewniany-Kolonia, Orłów Murowany, Orłów Murowany-Kolonia, Ostrzyca, Ostrówek, Romanów, Stryjów, Tarnogóra, Tarnogóra-Kolonia, Tarzymiechy Drugie, Tarzymiechy Pierwsze, Tarzymiechy Trzecie, Topola, Wał, Wirkowice Drugie, Wirkowice Pierwsze, Wólka Orłowska sowie Zalesie.

## Bildung
Die Landgemeinde hat acht Grundschulen  (szkoła podstawowa) und zwei Mittelschulen (gimnazjum). 